# Saint-Paul-lès-Monestier
Saint-Paul-lès-Monestier es una comuna francesa situada en el departamento de Isère, en la región de Auvernia-Ródano-Alpes.

## Demografía
| 142 | 131 | 132 | 160 | 190 | 220 | 279 |
| Para los censos de 1962 a 1999 la población legal corresponde a la población sin duplicidades (Fuente: INSEE [Consultar]) |     |     |     |     |     |     |